# Rybník Vočert a Lazy
Rybník Vočert a Lazy este o arie protejată (arie specială de conservare — SAC, sit de importanță comunitară — SCI) din Republica Cehă întinsă pe o suprafață de 22,99 ha, integral pe uscat.

## Localizare
Centrul sitului Rybník Vočert a Lazy este situat la coordonatele 49°31′06″N 13°47′10″E / 49.518333°N 13.786111°E.

## Înființare
Situl Rybník Vočert a Lazy a fost declarat sit de importanță comunitară în aprilie 2005 pentru a proteja 1 specie de animale. Situl a fost protejat și ca arie specială de conservare în iulie 2012.

## Biodiversitate
Situată în ecoregiunea continentală, aria protejată nu include niciun habitat protejat.
La baza desemnării sitului se află o specie protejată de  amfibieni: buhai de baltă cu burta roșie (Bombina bombina).